# Pieperwaldsänger
Der Pieperwaldsänger (Seiurus aurocapilla) ist eine Vogelart aus der Familie der Waldsänger (Parulidae). Er ist der einzige Vertreter der Gattung Seiurus.  Die IUCN führt den Pieperwaldsänger zur Zeit als ungefährdet (least concern).

Verbreitungskarte (der Norden von Südamerika fehlt in der Karte)

Die Brutgebiete befinden sich in den Waldgebieten im Osten von Nordamerika (Zentral- und Ostkanada); die Überwinterungsgebiete erstrecken sich von Mexiko bis in den Norden von Südamerika.
Pieperwaldsänger sind etwa 15 cm große Vögel von einer Gestalt, die an einen größeren Pieper erinnert, und wiegen zwischen 16 und 25 g. Ihre Oberseite ist ungezeichnet olivgraugrün, die Unterseite auf weißem Grund auffällig mit gesättigten schwarzen Punkten und Längsstreifen durchzogen. Markanteste und kennzeichnende Merkmale sind der weiße Augenring und der dunkel bräunlichschwarz begrenzte orangerote Scheitelstreif. Der Färbungsdimorphismus ist minimal und feldornithologisch kaum nutzbar. Insgesamt sind Weibchen etwas blasser gefärbt und der Scheitelstreif ist undeutlicher und weniger kontrastierend begrenzt.
Am Waldboden sucht der Pieperwaldsänger nach Spinnen, Insekten, Schnecken und anderen Wirbellosen. Das Nest, der so genannte „Oven“ für deutsch „Backofen“ (der dem Vogel seinen englischen Namen gibt), ist ein kuppelförmiges Gebilde auf dem Boden, das aus Pflanzen geflochten ist und einen Seiteneingang hat. Es enthält vier bis fünf Eier, die in einem Zeitraum von 10 bis 14 Tagen ausgebrütet werden.

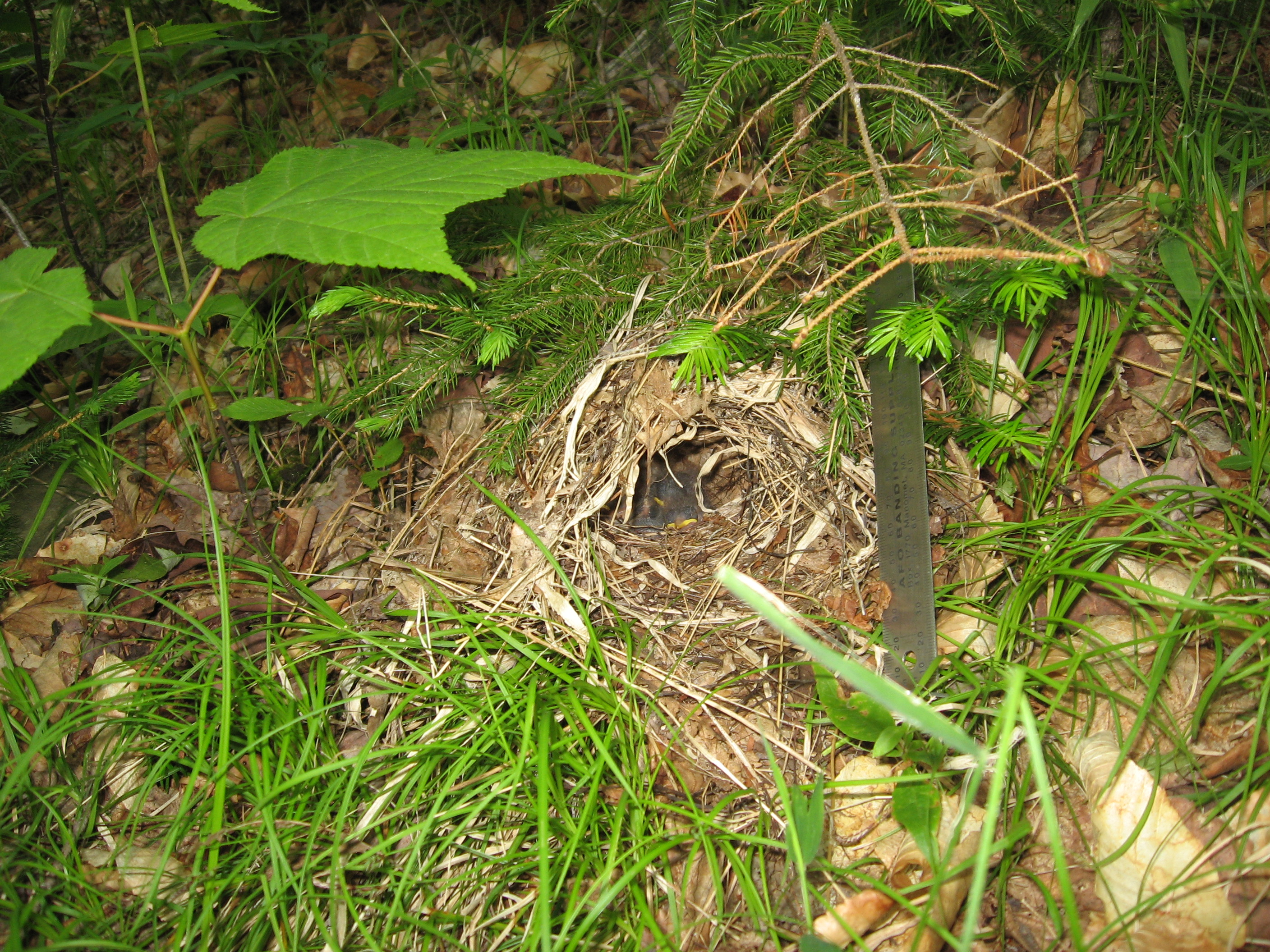
Nest mit Küken

In seinem Verbreitungsgebiet wird der Vogel, der im Englischen „ovenbird“ heißt, gelegentlich auch „teacherbird“ („Lehrervogel“) genannt, da sein Gesang aus einer schnell aufeinander folgenden Reihe von zwitschernden Silben besteht, die man als „Tie-tscher-Tie-tscher-Tie-tscher...“ umschreiben kann.

## In der Literatur
Er ist das Thema eines Gedichts von Robert Frost, „The Oven Bird“, das 1916 in seiner Lyriksammlung Mountain Interval veröffentlicht wurde. Auch Robert Bly nimmt in seinem Kurzgedicht The Slim Fir Seeds Bezug auf "the nimble oven bird" (dt. den flinken Ovenbird).